# Богдановичі
Богдановичі (хорв. Bogdanovići) — населений пункт у Хорватії, у Сплітсько-Далматинській жупанії у складі громади Пргомет.

## Населення
Населення за даними перепису 2011 року становило 184 осіб.
Динаміка чисельності населення поселення: